# Hutnik Kraków
Hutnik Kraków är en sportklubb från Kraków i Polen. Klubben bildades 1950 och är främst känd för sitt fotbollslag, men har aktivitet inom ett stort antal idrotter där de också nått framgångar. Laget är baserat i Nowa Huta, en gammal arbetarstadsdel i Kraków, och spelar hemmamatcher på Stadion Suche Stawy. Hutnik Kraków har spelat sju säsonger i Ekstraklasa, högstadivisionen i Polen, men spelar numera i division 3.

## Placering senaste säsonger
| Säsong  | Nivå | Liga               | Placering | Referens | Notering                         |
| ------- | ---- | ------------------ | --------- | -------- | -------------------------------- |
| 2019/20 | 4    | III liga (4 grupp) | 2         | [ 1 ]    | Uppflyttad till II liga 2020/21  |
| 2020/21 | 3    | II liga            | 12        | [ 2 ]    |                                  |
| 2021/22 | 3    | II liga            | 15        | [ 3 ]    | Nedflyttad till III liga 2022/23 |

## Färger
Hutnik spelar i vit och ljusblå trikåer, bortastället är mörkblå och svart.
| Hutnik Kraków | Hutnik Kraków |

### Dräktsponsor
- 20??–nutid Joma

### Trikåer
| (Hemmakit) | (Bortaställ) | (Hemmakit) | (Bortaställ) | (Hemmakit) | (Bortaställ) |

## Andra idrotter
Klubbens herrvolleybollag blev polska mästare 1987/1988 och 1988/1989.